# Mésentère directif

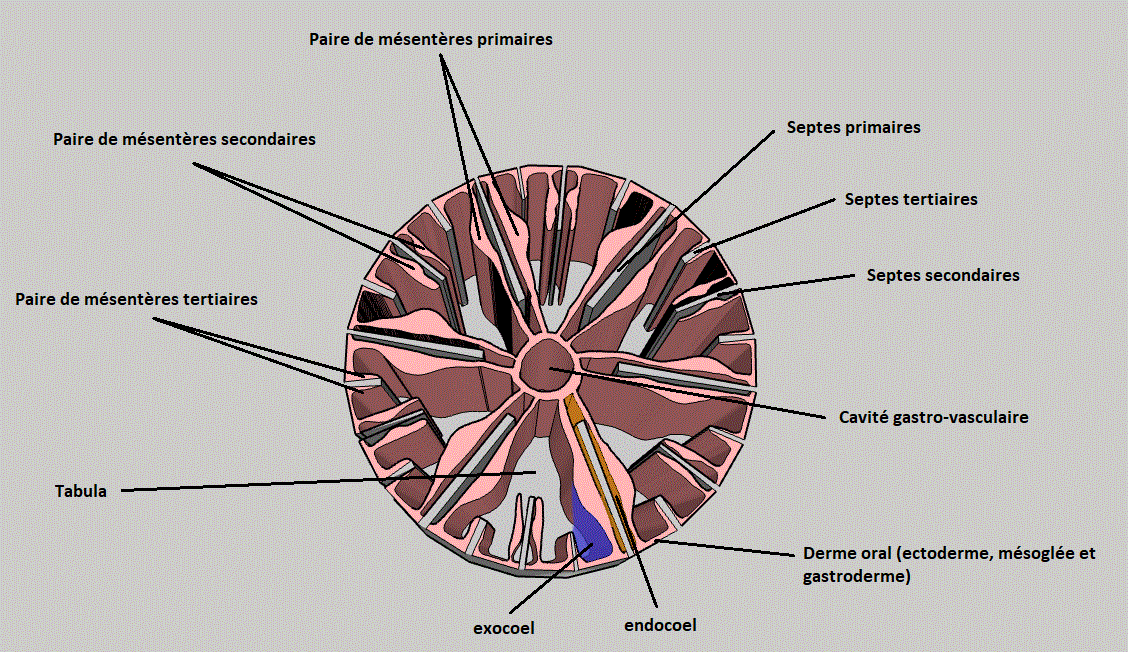
Détail du haut du corps du polype faisant apparaitre les différents tissus et zones.

Les mésentères directifs sont, chez les cnidaires, des mésentères complets (donc attachés à l'actionopharynx) et dont les muscules des pairs de mésentères ne se font pas face,.